# Peter Riegelsen
Peter Riegelsen (1. marts 1751 – 28. oktober 1817 i København) var en dansk søofficer.
Han var søn af pastor Andreas Riegelsen til Jersie (23. september 1689 – 14. marts 1763) og Magdalene Cathrine født de Falsen (13. december 1723 – 1790), blev volontær kadet i Marinen 1765, kadet 1768, sekondløjtnant 1771, premierløjtnant 1780, kaptajnløjtnant 1782, kaptajn 1790, kommandørkaptajn 1800, kommandør 1809 og kontreadmiral 1813.
Efter nogle togter med danske skibe gik Riegelsen 1778-82 i engelsk orlogstjeneste og deltog i den engelske flådes kampe i de vestindiske farvande mod franskmændene; som anerkendelse for sit gode forhold ved denne lejlighed fik han ved sin hjemkomst kaptajnløjtnants karakter samt i års ekstragage, året efter udnævntes han tillige med en del andre officerer, der også havde været i udenlandsk orlogsfart, til generaladjudant. 1796 og 1797 var han chef for kadetskibet, fregatten Frederiksværn, 1797-98 førte han fregatten Thetis, underlagt kommandørkaptajn Steen Andersen Bille, i Middelhavet, hvor han under vanskelige forhold gjorde fortrinlig fyldest ved konvojering af dansk-norske handelsskibe; 1799-1800 var han chef for fregatten Iris på togt til St. Helena, 1801 for linjeskibet Trekroner, som hørte til Billes eskadre på Reden 2. april og således ikke kom til at spille nogen rolle i slaget; 1802 førte han med linjeskibet Louise Augusta en troppetransport til Norge. 1811 blev han forbigået som hvervingschef, og ved reduktionen 1815 afgik han med fuld gage i pension; han døde ugift 28. oktober 1817.